# Indische Frauen-Cricket-Nationalmannschaft in England in der Saison 2012
Die Tour der pakistanischen Cricket-Nationalmannschaft nach England in der Saison 2012 fand vom 26. Juni bis zum 11. Juli 2012 statt. Die internationale Cricket-Tour war Bestandteil der Internationalen Cricket-Saison 2012 und umfasste fünf WODIs und zwei WTwenty20s. England gewann die WODI-Serie mit 3–2 und die WTwenty20-Serie mit 2–0.

## Vorgeschichte
Für beide Mannschaften war es die erste Tour der Saison. Das letzte Aufeinandertreffen der beiden Mannschaften bei einer Tour fand in der Saison 2012 in England statt.

## Stadien
Die folgenden Stadien wurden für die Tour als Austragungsort vorgesehen.
| Stadion               | Stadt        | Kapazität | Spiele       |
| --------------------- | ------------ | --------- | ------------ |
| St Lawrence Ground    | Canterbury   | 6.000     | 1. WT20      |
| County Ground         | Chelmsford   | 6.500     | 2. WT20      |
| Lord’s Cricket Ground | London       | 30.000    | 1. WODI      |
| County Ground         | Taunton      | 8.500     | 2. & 3. WODI |
| Boscawen Park         | Truro        |           | 4. WODI      |
| Wormsley Park         | Stokenchurch |           | 5. WODI      |

## Kaderlisten
England benannte seine Kader am 22. Mai 2012.
| WODI | WODI | WTwenty20 | WTwenty20 |
| England | Indien | England | Indien |
| --- | --- | --- | --- |
| - Charlotte Edwards (K) - Tammy Beaumont - Katherine Brunt - Arran Brindle - Holly Colvin - Georgia Elwiss - Lydia Greenway - Jenny Gunn - Danielle Hazell - Heather Knight - Laura Marsh - Susie Rowe - Anya Shrubsole - Sarah Taylor (wk) - Danni Wyatt | - Mithali Raj (K) - Harmanpreet Kaur (VK) - Sunitha Anand - Ekta Bisht - Archana Das - Jhulan Goswami - Veda Krishnamurthy - Reema Malhotra - Mona Meshram - Niranjana Nagarajan (wk) - Sulakshana Naik - Punam Raut - Amita Sharma - Shubhlakshmi Sharma - Gouher Sultana | - Charlotte Edwards (K) - Tammy Beaumont - Katherine Brunt - Arran Brindle - Holly Colvin - Georgia Elwiss - Lydia Greenway - Jenny Gunn - Danielle Hazell - Heather Knight - Laura Marsh - Susie Rowe - Anya Shrubsole - Sarah Taylor (wk) - Danni Wyatt | - Mithali Raj (K) - Harmanpreet Kaur (VK) - Sunitha Anand - Ekta Bisht - Archana Das - Jhulan Goswami - Veda Krishnamurthy - Reema Malhotra - Mona Meshram - Niranjana Nagarajan (wk) - Sulakshana Naik - Punam Raut - Amita Sharma - Shubhlakshmi Sharma - Gouher Sultana |

## Tour Matches

### WTwenty20 England gegen Irland
| 26. Juni Scorecard | Loughborough | England 136-4 (20)          | – | Irland 85-5 (20) |
|                    |              | England gewinnt mit 51 Runs |   |                  |

### WODI Irland gegen Indien
| 24. Juni Scorecard | Loughborough | Irland 107-6 (20/20)         | – | Indien 109-1 (16.4/20) |
|                    |              | Indien gewinnt mit 9 Wickets |   |                        |

## Women’s Twenty20 Internationals

### Erstes WTwenty20 in Canterbury
| 26. Juni Scorecard | Canterbury | England 137-5 (20)          | – | Indien 104-8 (20) |
|                    |            | England gewinnt mit 33 Runs |   |                   |

Indien gewann den Münzwurf und entschied sich als Feldmannschaft zu beginnen. Als Spielerin des Spiels wurde Sarah Taylor ausgezeichnet.

### Zweites WTwenty20 in Chelmsford
| 28. Juni Scorecard | Chelmsford | Indien 114 (20)               | – | England 117-2 (17.1) |
|                    |            | England gewinnt mit 8 Wickets |   |                      |

Indien gewann den Münzwurf und entschied sich als Schlagmannschaft zu beginnen. Als Spielerin des Spiels wurde Sarah Taylor ausgezeichnet.

## Women’s One-Day Internationals

### Erstes WODI in London
| 1. Juli Scorecard | London (Lord’s) | England 229 (49.1)           | – | Indien 230-5 (49.3) |
|                   |                 | Indien gewinnt mit 5 Wickets |   |                     |

England gewann den Münzwurf und entschied sich als Schlagmannschaft zu beginnen. Als Spielerin des Spiels wurde Mithali Raj ausgezeichnet.

### Zweites WODI in Taunton
| 4. Juli Scorecard | Taunton | Indien 129 (47.5)          | – | England 115 (47.2) |
|                   |         | Indien gewinnt mit 14 Runs |   |                    |

England gewann den Münzwurf und entschied sich als Feldmannschaft zu beginnen. Als Spielerin des Spiels wurde Amita Sharma ausgezeichnet.

### Drittes WODI in Taunton
| 5. Juli Scorecard | Taunton | Indien 173-5 (50)             | – | England 177-7 (47.2) |
|                   |         | England gewinnt mit 3 Wickets |   |                      |

England gewann den Münzwurf und entschied sich als Feldmannschaft zu beginnen. Als Spielerin des Spiels wurde Mithali Raj ausgezeichnet.

### Viertes WODI in Truro
| 8. Juli Scorecard | Truro | Indien 173-9 (50)             | – | England 177-7 (49) |
|                   |       | England gewinnt mit 3 Wickets |   |                    |

England gewann den Münzwurf und entschied sich als Feldmannschaft zu beginnen. Als Spielerin des Spiels wurde Jenny Gunn ausgezeichnet.

### Viertes WODI in Wormsley
| 11. Juli Scorecard | Stokenchurch | Indien 152-8 (50/36)                     | – | England 124-4 (36) |
|                    |              | England gewinnt mit 29 Runs (D/L method) |   |                    |

England gewann den Münzwurf und entschied sich als Feldmannschaft zu beginnen. Als Spielerin des Spiels wurde Georgia Elwiss ausgezeichnet.

## Auszeichnungen

### Player of the Match
Als Player of the Match wurden die folgenden Spielerinnen ausgezeichnet.
| Spiel   | Player of the Match |
| ------- | ------------------- |
| 1. WODI | Mithali Raj         |
| 2. WODI | Amita Sharma        |
| 3. WODI | Mithali Raj         |
| 4. WODI | Jenny Gunn          |
| 5. WODI | Georgia Elwiss      |
| 1. WT20 | Sarah Taylor        |
| 2. WT20 | Sarah Taylor        |